# Die geschützten Männer (Film)
Die geschützten Männer (internationaler englischer Titel Protected Men) ist ein deutscher Spielfilm aus dem Jahr 2024 von Irene von Alberti. Das Drehbuch basiert auf dem 1974 veröffentlichten Roman von Robert Merle. Die Hauptrollen übernahmen Britta Hammelstein, Mavie Hörbiger und Yousef Sweid.

## Handlung
In Deutschland steht eine konservative Partei vor der Wiederwahl. Anita Martinelli und Sarah Bedford sind zwei langjährige Freundinnen, die mit ihrer Frauenpartei für einen Systemwechsel antreten und Ökologie, Gleichstellung und Nachhaltigkeit in den Mittelpunkt stellen. 
Während des Wahlkampfes bricht ein Virus aus, das ausschließlich Männer befällt. Den Infizierten droht nach einem Lustrausch der Tod. Nachdem auch der Kanzler dem Virus zum Opfer fällt, nutzen die beiden Oppositionspolitikerinnen die Gunst der Stunde und übernehmen die Regierung.
Das titelgebende Wissenschaftler-Team, darunter Anitas Partner Ralph, forscht in Isolation an einem Impfstoff. Männer drohen auszusterben, allerdings wollen nicht alle in der mittlerweile rein weiblichen Regierung diese retten.

## Produktion und Hintergrund
Die Dreharbeiten fanden vom 13. September bis zum 1. November 2022 statt. Produziert wurde der Film von Filmgalerie 451 (Produzent Frieder Schlaich) in Zusammenarbeit mit dem ZDF und Arte. Den Erstverleih übernahm der Weltkino Filmverleih. Unterstützt wurde die Produktion vom Deutschen Filmförderfonds und der Beauftragten der Bundesregierung für Kultur und Medien.
Die Kamera führte Constantin Campean, die Musik schrieb Karim Sebastian Elias, die Montage verantwortete Patricia Rommel und das Casting Ulrike Müller. Den Ton gestalteten Rainer Gerlach und Matthias Schwab, das Kostümbild Aino Laberenz, das Szenenbild Sylvester Koziolek und Mirko Rachor und die Maske Julia Böhm.

## Veröffentlichung
Premiere war am 1. Juli 2024 beim Filmfest München in der Sektion Neues Deutsches Kino. Beim Tallinn Black Nights Film Festival (PÖFF) lief der Film im Wettbewerb The Rebels with a Cause. Der deutsche Kinostart erfolgte am 12. Dezember 2024.

## Rezeption
Peter Gutting bewertete die Produktion auf film-rezensionen.de mit acht von zehn Punkten. Statt einer radikal-feministischen Zukunftsvision mache Irene von Alberti daraus eine lustvolle Satire, die das Szenario des „Was wäre, wenn?“ voll auskoste und wie nebenbei die Corona-Pandemie überdreht auf die Schippe nehme.
Britta Schmeis vergab auf epd-film.de drei von fünf Sternen und bezeichnete den Film als „überdrehte Satire um den Kampf der Geschlechter mit einem lustvoll agierenden Ensemble“. Irene von Alberti gebe sich der völligen Überzeichnung hin, das gehe hin und wieder auf Kosten der Stringenz. Am Ende deute sie so etwas wie eine perfekte Gesellschaft an. Dem schaue man ebenso fasziniert wie erschüttert gern zu.
Lida Bach (3,5 von 5 Punkten) dagegen kritisierte auf moviebreak.de, der „wortwörtlich altväterliche Abklatsch“ sei „weder amüsant, noch interessant“. Beliebige Anspielungen auf Covid wirkten „so bemüht wie das chargierende Schauspiel des orientierungslosen Ensembles“.
Susanne Gietl bewertete den Film auf filmstarts.de mit 2,5 von 5 Sternen. Die bitterböse Satire auf den Kampf der Geschlechter mache durch ihre Absurditäten auch mal Spaß, verfehle aber oft das Ziel. Ein bisschen mehr Ernsthaftigkeit hätte dem Film nicht geschadet.
Michael Wurmitzer bezeichnete die Produktion auf DerStandard.at als vordergründige, auf Lacher getrimmte Satire, die plakativste Rollenbilder und -klischees in Schenkelklopfer verwandle. Dass Frauen nicht automatisch gut sind, daraus ziehe diese Over-the-top-Satire viel ihrer Komik.

## Auszeichnungen und Nominierungen
Tallinn Black Nights Film Festival 2024
- Auszeichnung als bester Film der Rebels with Cause Competition[12]